# パーミャチ・メルクーリヤ (巡洋艦)
「パーミャチ・メルクーリヤ」（ロシア語: «Па́мять Мерку́рія»）は、ロシア帝国が保有した帆装を持った蒸気軍艦である。設計上は非防護巡洋艦に分類され、ロシア帝国海軍では当初は巡洋艦（крейсеръ）、1892年2月1日からは 1 等巡洋艦（крейсеръ I ранга）に分類した。船舶の構造上の分類では、鉄製 3 本マストのバークに当たる。
「メルクーリイの記憶」という意味の艦名は、露土戦争で活躍したブリッグを記念したもの。その活躍により、時の皇帝ニコライ1世は黒海艦隊はその名をもつ艦船をつねに保有すべしと命じた。この巡洋艦がその名を受け継ぐ最後のロシア帝国軍艦であり、かつてそのブリッグが授与されたゲオルギイの旗と檣頭旗を受け継いでいた。

## 概要

### 「ヤロスラーヴリ」
1877年から行われた露土戦争の終結を受け、ニコラーエフとセヴァストーポリの防禦を強化する方針を固めた。同時に、黒海艦隊向けに 14 kn級の巡洋艦を発注した。これが、のちに「パーミャチ・メルクーリヤ」と改称される巡洋艦「ヤロスラーヴリ」（«Яросла́вль»）であった。
「ヤロスラーヴリ」は、1879年5月、フランスのトゥーロンにあるフォルジュ・エ・シャンチエ造船所で起工した。発注は1879年5月5日付けで義勇艦隊によってなされ、1882年3月2日までは義勇艦隊に所属した。艦名は、ロシアの都市ヤロスラーヴリに因んだものであった。1880年5月には進水、1882年1月18日付けで黒海艦隊の艦船リストに登録され、同年3月に竣工して黒海艦隊へ配備された。同時代の黒海艦隊の中では、最も俊足で強力な航洋軍艦であった。

### 「パーミャチ・メルクーリヤ」
1883年4月9日、艦は「パーミャチ・メルクーリヤ」と改称された。艦名は、退役したコルベットから受け継いだ。この艦名を持つ艦としては、2代目となった。なお、「ヤロスラーヴリ」の名は1885年に巡洋艦「エヴローパ」が改称された際に受け継がれた。
「パーミャチ・メルクーリヤ」は、艦隊の主要攻撃力となる水雷分艦隊の旗艦として用いられた。主砲は、当時の装甲艦から砲艦に至るまで幅広く使用された1877年式 28 口径 152 mm 単装砲 6 門であった。 152 mm 砲の砲架は、若干の修正を経て装甲フリゲート「ドミートリー・ドンスコイ」の設計に使用されている。そのほか、「パーミャチ・メルクーリヤ」は1877年式 107 mm 砲を 4 門搭載していたが、このカノン砲を搭載する艦船は黒海艦隊で唯一であった。
1886年には、巡洋艦「ザビヤーカ」とともにブルガリアのヴァルナ港を訪問した。1893年から1902年にかけては、「パーミャチ・メルクーリヤ」では水上艦用の各種魚雷発射管の運用試験が実施された。この時期、「パーミャチ・メルクーリヤ」は黒海艦隊が保有する唯一の大型巡洋艦であったが、予定された追加の 2 隻の大型巡洋艦がなかなか配備されなかったことから、第一線時代を通じて常に唯一の存在であり続けた。
その後、「パーミャチ・メルクーリヤ」には近代化改修計画もあったが資材不足で実現せず、日露戦争後に 107 mm 砲が 43 口径 47 mm 砲へ交換されただけであった。1907年3月25日付けで、海軍の艦船名簿より除籍された。艦名は、本来ともに黒海艦隊の巡洋艦戦力を担うはずであった 2 隻の防護巡洋艦のうちの 1 隻に受け継がれた。

### 第9号繋留廃艦
退役した「パーミャチ・メルクーリヤ」はすぐには解体されず、港に繋留された。第一次世界大戦が始まると、旧「パーミャチ・メルクーリヤ」は繋留廃艦として再利用されることになった。1915年10月15日付けで第9号繋留廃艦（Бло́кшив № 9）として黒海艦隊に再登録され、艦上に黒海艦隊水雷戦隊司令部が置かれた。
1917年の二月革命後は、ロシア臨時政府の管轄下に置かれた。十月革命後の所属ははっきりしていないが、同年12月にセヴァストーポリがボリシェヴィキによって武力的に掌握されると、赤軍の管轄下に置かれた。その後、ドイツ帝国やイギリス・フランスなどの軍の管轄下に置かれた。
1919年3月には掃海隊の輸送母船（транспорт-база）として、南ロシア海軍に編入された。1920年11月14日にロシア軍がクリミアから撤退する際にセヴァストーポリに打ち捨てられ、赤軍によって接収された。同年12月には、ウクライナ・クリミア軍黒海・アゾフ海海軍に編入された。1921年8月8日には、繋留廃船から工作艦へ改装された。

### 「メルクーリイ」
1922年10月31日には警備艇・駆逐艇隊へ引き渡され、同年12月25日付けで輸送母船に類別を戻された。その際、船名を「メルクーリイ」（«Мерку́рий»）とされた。ソビエト連邦が成立すると、労農赤色海軍（1924年から1937年までソビエト連邦海軍）黒海海軍に所属した。
1929年10月1日付けで予備役に入り、1932年3月9日付けで海軍から除籍された。解体される予定であったが実施されず、港湾軍務補助浮遊物として利用された。
1938年8月31日からはオデッサ海洋商業港で浮き石油貯蔵所として使用された。1939年9月20日に、ついに解体された。

### 暦
ロシア帝国では、正教会の祭事に合わせてユリウス暦を使用していた。そのため、このページではユリウス暦に準拠した年月日を記載する。以下に記載するのは、当時の大日本帝国や今日の日本、ロシア連邦などで使用されているグレゴリオ暦に換算した年月日である。
1. ↑  5月22日。
2. 1 2  4月21日。
3. 1 2  4月7日。
4. 1 2  10月28日。
5. ↑  3月16日。
6. ↑  11月初頭。
7. ↑  12月29日。
8. ↑  2月13日。
9. ↑  5月17日。
10. ↑  3月14日。
11. ↑  1月30日。

## ギャラリー

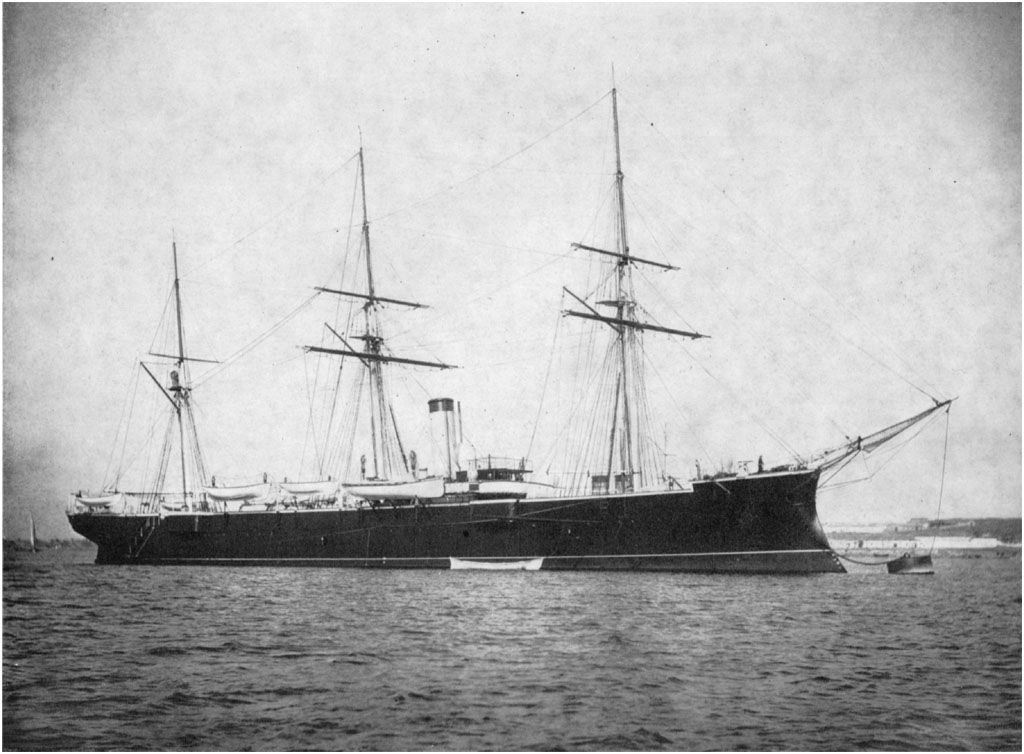
巡洋艦「パーミャチ・メルクーリヤ」。
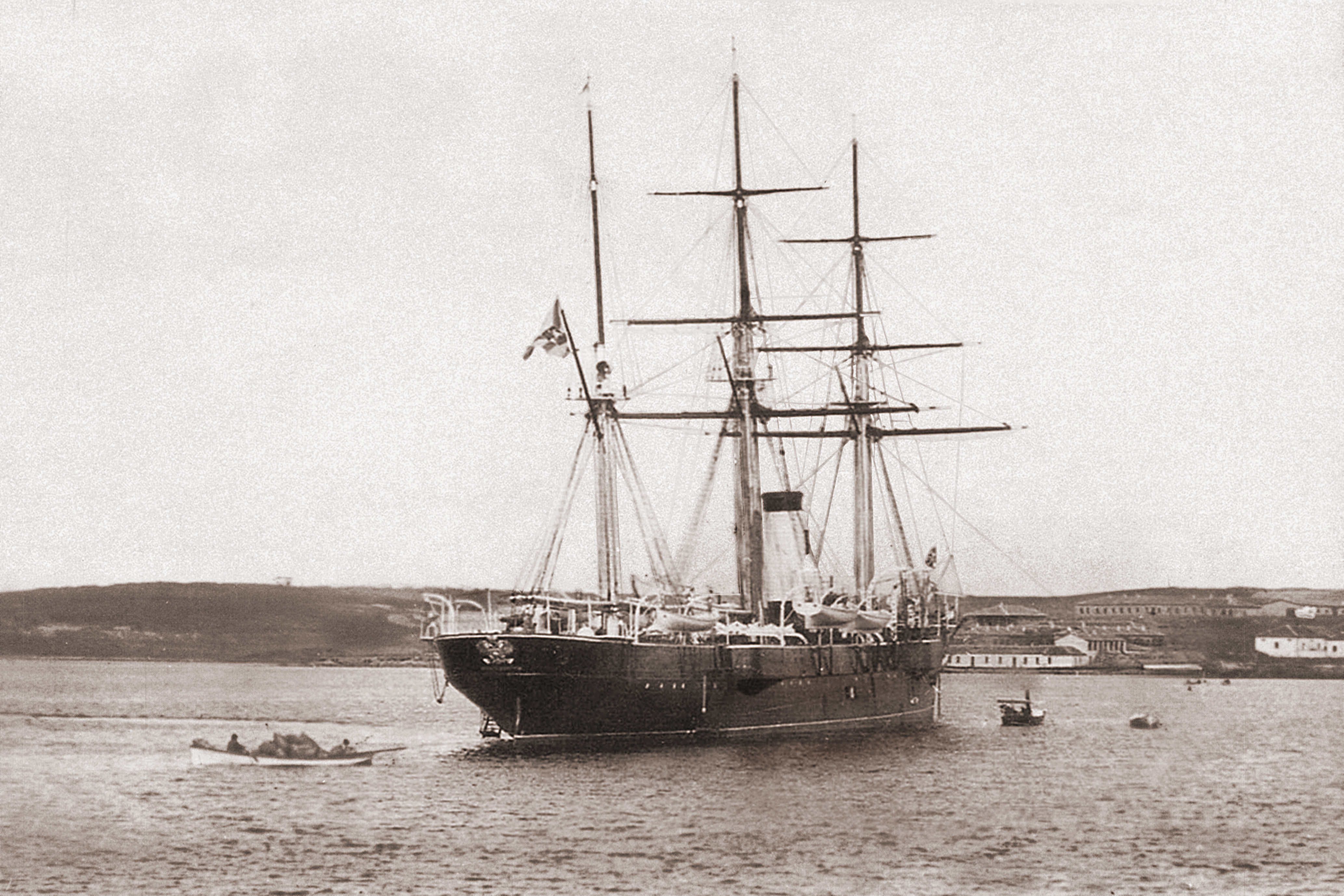
巡洋艦「パーミャチ・メルクーリヤ」。
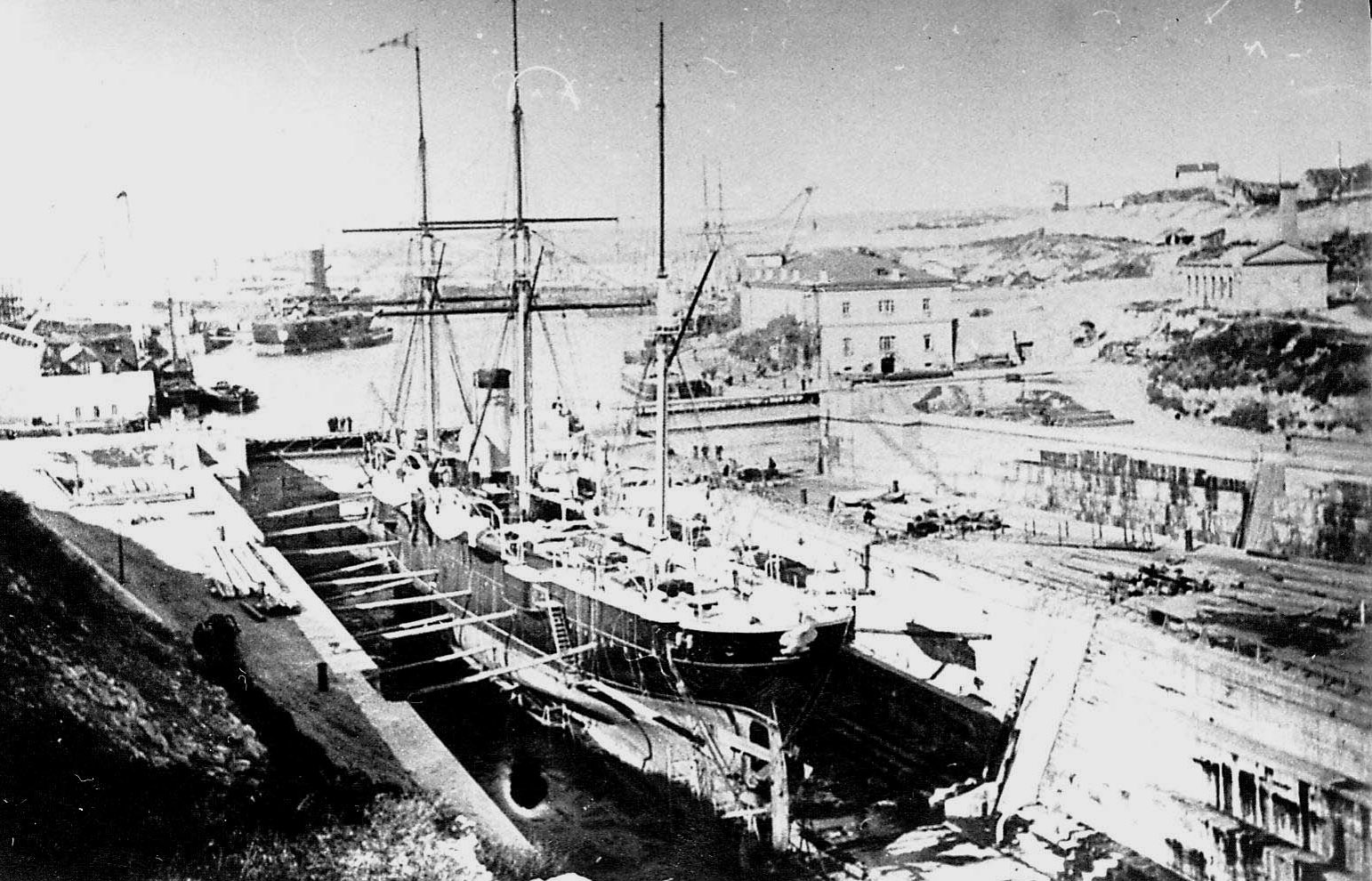
セヴァストーポリの乾ドックに入った「パーミャチ・メルクーリヤ」。